# Lee Merrien

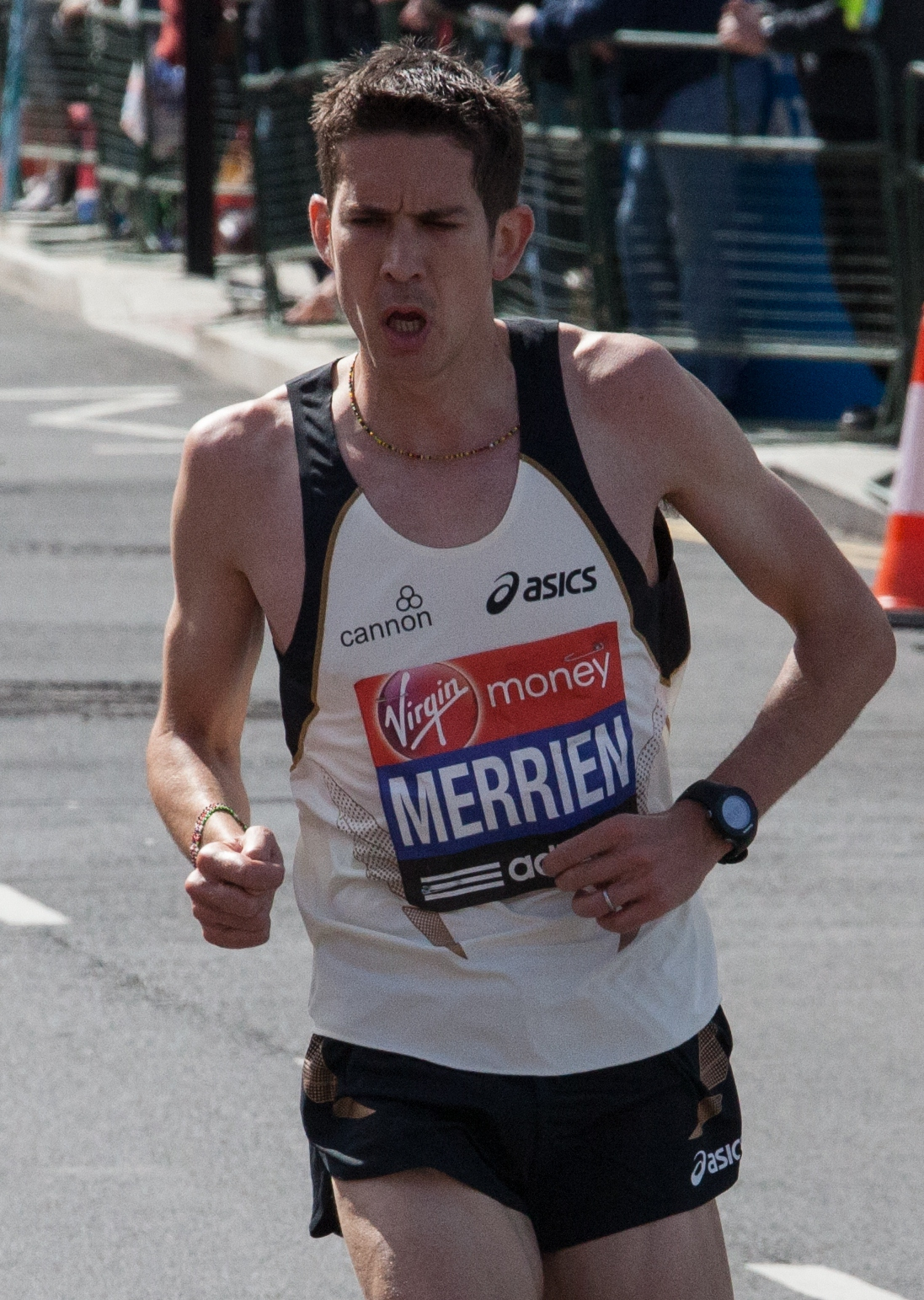
Lee Merrien beim London Marathon 2012

Lee Merrien (* 26. April 1979 auf Guernsey) ist ein britischer Mittel- und Langstreckenläufer.

## Leben
Für seine Heimatinsel Guernsey startete er bei zwei Commonwealth Games: 2002 in Manchester und 2006 in Melbourne schied er jeweils über 1500 m im Vorlauf aus. Bei den Island Games gewann er bislang sechs Goldmedaillen: Von 2003 bis 2009 viermal in Folge über 1500 m sowie 2007 und 2009 über 5000 m.
Bei den Crosslauf-Europameisterschaften 2008 kam er auf Platz 22 und gewann mit dem britischen Team Bronze. 
2009 wurde er Zwölfter beim Great North Run. Im Jahr darauf wurde er bei seinem Debüt über die 42,195-km-Distanz Zwölfter beim London-Marathon und danach Achter beim Marathon der Leichtathletik-Europameisterschaften in Barcelona. 2011 kam er in London auf Platz 14 und bei den Leichtathletik-Weltmeisterschaften in Daegu auf Rang 22. 2012 qualifizierte er sich mit einem 17. Platz in London für den Marathon der Olympischen Spiele in London, bei denen er auf dem 30. Platz einlief.
Lee Merrien wird von John Nuttall trainiert und startet für die Newham & Essex Beagles. Seit er sein Studium an der University of Bath 2004 abgeschlossen hat, ist er in der Fitnessindustrie tätig.

## Persönliche Bestzeiten
Alle Zeiten sind Rekorde für die Insel Guernsey.
- 1500 m: 3:40,79 min, 11. Juni 2005, Watford
- 1 Meile: 3:59,18 min, 6. August 2005, London
- 3000 m: 8:00,51 min, 28. Juli 2006, Leverkusen
- 5000 m: 13:57,66 min, 29. Juli 2007, Manchester
- 10.000 m: 29:23,05 min, 14. Juni 2008, Watford
- Halbmarathon: 1:04:27 h, 20. September 2009, South Shields
- Marathon: 2:13:41 h, 22. April 2012, London